# Bacon au chocolat
Le bacon au chocolat est un plat américain qui consiste en du bacon cuit enrobé de chocolat au lait ou de chocolat noir. Il peut être garni de sel marin, de pistaches émiettées, de noix ou de morceaux d'amandes,. Un plat similaire, appelé salo in chocolate, est originaire d'Albanie. Le fabricant de bonbons Confectionery Factory a fabriqué une version de cette friandise pour le poisson d'avril à partir de caramel et de graisse de porc fondue, ce qui a donné un bonbon au goût salé similaire au salo in chocolate.

## Préparation et variantes
Le bacon fendu est utilisé pour faire du bacon au chocolat. Il est d'abord cuit, puis plongé dans du chocolat fondu ; les éventuelles garnitures sont ajoutées, et on laisse refroidir le plat. Une variante consiste à tremper le bacon dans du chocolat fondu pour l'enrober partiellement, en laissant dépasser une partie du bacon non-recouvert.
Une variante britannique consiste à envelopper un cube de chocolat dans du bacon non cuit, et à faire cuire le paquet de bacon au four. Le résultat est un paquet de bacon chaud, avec au centre du chocolat fondu sucré.
La popularité aux États-Unis du bacon combiné à des ingrédients sucrés, causée par la diffusion rapide (et parfois virale) des recettes dans les médias nationaux et sur Internet, a donné lieu à des inventions culinaires inattendues, comme les cubes de bacon confit, qui sont basés sur une recette de « bacon confit à la crème fouettée » publiée dans le New York Times, et les bandes de bacon cuites au sucre brun utilisées comme garniture pour les martinis.

## Accueil
Le bacon au chocolat est vendu comme une spécialité alimentaire à travers les États-Unis. Il est apparu à la Minnesota State Fair sous le nom de Pig Lickers ; il est vendu à la Santa Cruz Boardwalk en Californie et sous le nom de Pig Candy par un chocolatier de New York.
Le plat est apparu dans l'émission de télévision Dinner : Impossible comme l'un des aliments servis par le chef Michael Symon dans le cadre de sa « mission » consistant à transformer les aliments quotidiens de la promenade en un repas gastronomique sur la promenade de Wildwood, dans le New Jersey.
Le bacon a été servi avec une sauce au chocolat à la Florida State Fair 2009. Le magazine Time a filmé la fabrication d'une barre de bacon.

## Culture populaire
Les références sur Internet remontent au moins à 2005. Une variante a été mentionnée dans un épisode des Simpson de 2003 intitulé La Foi d'Homer. Homer demande à Dieu de lui proposer un nouveau casse-croûte juste avant qu'un camion-citerne rempli de caramel chaud et un camion rempli de « bacon précuit de Johnny Bench » n'entrent en collision, envoyant du bacon couvert de caramel dans les airs et sur le pare-brise d'Homer. Il dévore rapidement cette création et dit : « Oubliez les œufs. Le bacon vient d'avoir un nouveau meilleur ami... le fudge. » La popularité de ce plat s'est étendue et il a été présenté dans des émissions de télévision traitant de la nourriture. Une variante a été servie dans les foires d'État, où le bacon est accompagné d'une sauce au chocolat pour le trempage, et le plat a été développé dans un bar gastronomique.